# Gregorio di Corinto
Gregorio di Corinto, nato Georgios Pardos (in greco Γεώργιος Πάρδος?) (in greco Γρηγόριος Κορίνθιος?; XI secolo – XII secolo), è stato un grammatico e vescovo bizantino.

## Biografia
Non sono noti gli anni di nascita e morte, anche se visse certamente durante l'impero bizantino, sotto il regno dei Comneni.  La sua famiglia si stabilì nella regione di Corinto, dove divenne arcivescovo dopo aver prestato servizio come professore presso la Scuola patriarcale di Costantinopoli. Fu autore delle seguenti opere:
- Un trattato sui dialetti greci antichi antichi (Περὶ διαλέκτων), la cui più antica edizione superstite fu pubblicata nel 1493 a Milano.
- Un trattato di sintassi greca antica (Περὶ συντάξεως λόγου).
- Una esposizione esplicativa e grammaticale degli inni liturgici bizantini attribuiti a Cosma di Maiuma e Giovanni Damasceno (Ἐξηγήσεις ἐις τοὺς κανόνας τῶν δεσποτικῶν ἐορτῶν).[3]
- Un trattato sui tropi poetici (Περὶ τροπῶν ποιητικῶν).

## Edizioni
- Fausto Montana (ed.), Gregorio di Corinto. Esegesi al canone giambico per la Pentecoste attribuito a Giovanni Damasceno (Greek text and Italian translation), Biblioteca di studi antichi 76, Pisa, Giardini Editori e Stampatori, 1995.
- Daniel Donnet (ed.), Le traité Περὶ συντάξεως λόγου de Grégoire de Corinthe. Étude de la tradition manuscrite (Greek text, French translation and commentary), Études de philologie, d'archéologie et d'histoire anciennes t. X, Institut historique belge de Rome, Bruxelles et Rome, 1967.
- Gottfried Heinrich Schæfer (ed.), Gregorii Corinthii et aliorum grammaticorum libri de dialectis linguæ Græcæ, Leipzig, Weigel, 1811.
- Ernst Christian Walz (ed.), Rhetores Græci, 9 vol., Tübingen, Cotta, 1832-36 (vol. VII).